# Henri Armand Rolle
Pour les articles homonymes, voir Rolle.
Henri Armand Rolle, né le 8 juillet 1829 à Besançon (Doubs) et mort le 15 août 1903 à Paris 8e, est un homme politique français. 

## Biographie
Armand Rolle est le fils de Pierre Didier Rolle, notaire royal à Besançon, et de Louise Henriette Céline Bazile, ainsi que le petit-fils de Pierre-Nicolas Rolle.
Licencié en droit, il devient auditeur au Conseil d'État.
Succédant à son oncle Jean-Baptiste-Charlemagne Louis-Bazile, il est député de la Côte-d'Or de 1863 à 1870, siégeant d'abord dans la majorité dynastique, puis au centre-droit. Il est l'un des signataires de l'interpellation des 116. Il siège également au Conseil général de la Côte-d'Or pour le canton de Précy-sous-Thil à partir de 1864.
Il est fait chevalier de la Légion d'honneur par décret du 14 août 1866.
À la chute du second Empire, il est candidat en 1876 mais échoue à retrouver son siège et il abandonne la politique et s'adonne à l'agriculture à Aisey-sur-Seine, où il fait transformer le château de Bon Espoir.

## Sources
- « Henri Armand Rolle », dans Adolphe Robert et Gaston Cougny, Dictionnaire des parlementaires français, Edgar Bourloton, 1889-1891 [détail de l’édition]